# Iubire si Onoare
Iubire și Onoare (/ju'bi.re ʃi o'no̯a.re/) (littéralement « Amour et honneur ») est une telenovela roumaine en 140 épisodes de 50 minutes diffusée entre le 20 septembre 2010 et le 24 juin 2011 sur Acasa TV.
Au Québec, elle a été mise en ligne sur le site web de Séries+ à partir du 1er juin 2012.

## Distribution

### Acteurs principaux
- Madalina Draghici : Ilinca (protagoniste)
- Radu Vâlcan (ro) : Amir (protagoniste)
- Diana Dumitrescu : Oxana/Samira (antagoniste principal)
- Augustin Viziru (ro) : Aziz (antagoniste principal)
- Adela Popescu (ro) : Carmen (antagoniste)
- Maia Morgenstern : Marieta
- Marin Moraru (ro) : Mahomed
- Costel Constantin (ro) : Emirul Hussein
- Elvira Deatcu (ro) : Lavinia (coprotagoniste)
- Alexandru Papadopol (ro) : Claudiu
- Nicoleta Luciu (ro) : Soraya
- Ioana Ginghină : Fatima
- Dana Dembinski Medeleanu (ro) : Rania
- Ioan Isaiu (ro) : Dan Stuttman
- Răzvan Fodor (ro) : Sarpe (antagoniste)
- Virginia Rogin (ro) : Sharifa (antagoniste)
- Cristina Ciobănașu (ro) : Noor (coprotagoniste)
- Alina Chivulescu (ro) : Amina
- Ioana Picoș : Aziza
- Aylin Cadîr (ro) : Ayesha
- Denis Ștefan (ro) : Rashid (coprotagoniste)
- Sabina Posea : Silvia (coprotagoniste)
- Cătălin Cățoiu (ro) : Abdoulah
- Dan Condurache (ro) : Matei Stiuca
- Mihai Petre (ro) : David (antagoniste)
- Ana Cristina Călin : Dalila
- Andreea Pătrașcu (ro) : Coco
- Adina Galupa (ro) : Cici
- Adrian Ștefan : Kuki
- Emil Mandanac : Serghei
- Marian Râlea (ro) : Traian Nastase
- Victoria Cociaș (ro) : Sultana Năstase
- Cuzin Toma (ro) : Le Pilot
- Alexandru Virgil Platon (ro) : Le Grand-pèrè
- Ionel Mihăilescu : Yuri
- Majda Aboulumosha : Nadira
- Irina Antonie : Vivi
- Mircea Gheorghiu (ro) : Felix
- Wilmark Rizzo : Fernando
- Salex Iatma : Ussman
- Margareta Pogonat (ro) : Le Grand-mèrè

### Participation spéciale
- Stela Popescu (ro) : Zahira
- Florin Zamfirescu (ro) : Said
- Adriela Morar : Yasmine
- Alexandru Potocean (ro) : Gheorghiță
- Petre Moraru (ro) : Le directeur d'hôpital
- Leonid Doni : Ilia
- Radu Ghilaș : Taras Boromir
- Luminița Gheorghiu : Mioara Avram
- Ileana Stana Ionescu (ro) : Sanda
- Constantin Drăgănescu (ro) : Marcel
- Ecaterina Nazare (ro) : Ileana
- George Motoi (ro) : Octav
- Marius Florea Vizante (ro) : Emilian
- Gheorghe Ifrim : Marian Constantin
- Valentin Mihali : Vergil
- Geo Saizescu : Horațiu
- Emil Hossu : Ing. Titus
- Catrinel Dumitrescu : Dr. Paulina
- Răzvan Bănică : Farzin

## Diffusion internationale
| Pays ou Région   | Chaîne   | Titre               |
| ---------------- | -------- | ------------------- |
| Roumanie         | Acasa TV | Iubire și Onoare    |
| Équateur         | Télérama | En nombre del honor |
| États-Unis       | Mega TV  | El honor de amar    |
| Venezuela        | Televen  | En nombre del honor |
| Sénégal          | RDV      | Au nom de l’honneur |
| Québec ( Canada) | Séries+  | Au nom de l'honneur |